# Wojciech Ignacok
Wojciech Ignacok (ur. 22 grudnia 1970 w Brzesku) – polski menedżer, inżynier, ekspert w dziedzinie energetyki i ciepłownictwa.  W latach 2007–2008 i 2016–2020 prezes zarządu PEC Geotermia Podhalańska S.A.. W latach 2020–2021 prezes zarządu spółki TAURON Polska Energia.

## Życiorys
Absolwent Wydziału Inżynierii Mechanicznej i Robotyki Akademii Górniczo-Hutniczej w Krakowie. Posiada doświadczenie w zakresie funkcjonowania sektora elektroenergetycznego, w szczególności w zakresie ciepłownictwa. Dodatkowo swoją wiedzę wykorzystywał podczas prowadzenia złożonych projektów inwestycyjnych.
15 lipca 2020 został powołany na stanowisko Prezesa Zarządu TAURON Polska Energia. Z dniem 28 lutego 2021 zrezygnował ze stanowiska z powodów zdrowotnych.
W latach 2007–2008 i 2016–2020 pełnił funkcję Prezesa Zarządu PEC Geotermia Podhalańska S.A., spółce prowadzącej działalność w zakresie wytwarzania, przesyłu i dystrybucji ciepła, pochodzącego ze źródeł geotermalnych oraz wytwarzania energii elektrycznej w kogeneracji.
W latach 2009–2016 był związany ze Scott Wilson Sp. z o.o./URS/Aecom Company, gdzie świadczył usługi konsultanta, inżyniera konsultanta, kierownika projektu i zastępcy dyrektora przy realizacji projektów w zakresie modernizacji systemu kanałów przeciwpowodziowych Wrocławia w celu ochrony przeciwpowodziowej oraz budowy Dolnośląskiego Centrum Materiałów i Biomateriałów Wrocławskie Centrum Badań EIT+, był również odpowiedzialny za realizację budowy zbiornika przeciwpowodziowego Racibórz Dolny na rzece Odrze.
Od 2003 prowadzi własną działalność gospodarczą w zakresie przygotowywania dokumentacji przetargowej oraz wsparcia technicznego projektów inwestycyjnych finansowanych m.in. ze środków Unii Europejskiej.
W latach 1995–1997 pracował w Zakładzie Produkcyjno-Handlowym „CZS” w dziale logistyki i informatyki.
Odznaczony Srebrnym Krzyżem Zasługi.